# Nail in the Coffin
Nail in the Coffin (englisch für „Sargnagel“) ist ein 2002 veröffentlichter Disstrack des US-amerikanischen Rappers Eminem gegen den Rapper Benzino.

## Hintergrund
Im September 2002 disste Benzino Eminem in einem Freestyle namens Pull Your Skirt Up für DJ Kay Slays Mixtape-Reihe Drama Hour. Anschließend veröffentlichte er den Titel Die Another Day, in dem er Eminem als „Rap-Hitler“ bezeichnete und Eminems Tochter Hailie mit dem Tod bedrohte. Gleichzeitig begann er, als Mitherausgeber der Hip-Hop-Zeitschrift The Source Stimmung gegen Eminem zu machen. Das Magazin bezeichnete Eminem unter anderem als Rassisten und verglich ihn mit Vanilla Ice. Im November 2002 veröffentlichte Eminem die Songs The Sauce und Nail in the Coffin als Antwort auf die Attacken von Benzino. Beide Lieder waren auch Teil des 2003 veröffentlichten Mixtapes Invasion!!, gemixt von DJ Green Lantern, das mehrere Disstracks gegen Benzino und The Source enthielt. Auch D12 sowie 50 Cent und seine G-Unit beteiligten sich am Beef.

## Musik und Text
Nail in the Coffin enthält eine Reihe von Angriffen auf Benzino. Unter anderem macht sich Eminem über dessen Alter und seine verfehlte Rapkarriere lustig. In einer Zeile bezeichnet er ihn als „Halbweißen“. Zudem stellte er The Source als unehrenhaftes Unternehmen dar: Benzino vergebe Coverstories gegen Gastauftritte auf seinen Alben. Damit griff er ein älteres Gerücht auf. Außerdem enthüllte Eminem, dass das Magazin einem Weißen gehöre.
Das Lied selbst hat einen simplen Beat mit einer Hook am Anfang und am Ende:

“I don’t wanna be like this/I don’t really wanna hurt no feelings/But I’m only being real when I say/Nobody wants to hear they grandfather rap (nope)/And old men have heart attacks/And I don’t wanna be responsible for that, so/Put the mic down and walk away/
You can still have a little bit of dignity.”

„Ich will so nicht sein/Ich will keine Gefühle verletzen/Aber es stimmt eben: Niemand will seinen Großvater rappen hören (nö)/Alte Männer bekommen Herzinfarkte/und dafür will ich nicht verantwortlich sein, also/Leg das Mikro hin und geh einfach/dann kannst du noch einen letzten Rest Würde behalten“

## Nachwirkungen
Nach Nail in the Coffin eskalierte der Streit weiter und es gab weitere Disstracks, bis es ab 2005 ruhiger wurde. Eminem profitierte von dem Beef in ungleich größerem Maße als Benzino. Hatte er vorher nur andere Künstler wie Mariah Carey angegriffen, war die Auseinandersetzung mit Benzino die erste auf Augenhöhe und mit den gleichen Mitteln. Zwar gab es noch weitere Disstracks, auch von Eminem, aber Nail in the Coffin blieb der bekannteste. Viele Fans und Kritiker meinen, Eminem habe Benzino mit diesem Track vernichtet, und sehen den Disstrack als ultimatives Statement, das damit seinem Titel („Sargnagel“) gerecht werde. Er wird immer wieder in Top-Listen genannt, wenn es um die besten Hip-Hop-Disstracks geht.
Während Eminem künstlerisch enorm von dem Beef profitierte, verschwand Benzino kurze Zeit später aus dem Blick der Öffentlichkeit. Er verlor seinen Job bei The Source, insbesondere wegen des Beefs, und auch seine Rapkarriere verlief im Sande. Benzino entschuldigte sich für den Beef später und gab an, fehlgeleitet gewesen zu sein. Er habe als erstes die Race-Karte gespielt und bereue dies zutiefst. Heute könne er Eminems Einfluss auch auf die Multikulturalität im Hip-Hop erkennen, damals sei er ein wütender Mann gewesen, der Angst um „seine“ Kultur gehabt habe.